# Antonio Hall
Antonio Juan Hall (1 de marzo de 1942 (83 años), Buenos Aires) es un ingeniero agrónomo e investigador argentino, especializado en la tolerancia del girasol a estrés hídrico. Se desempeñó como profesor de la Universidad de Buenos Aires y como investigador del CONICET, donde desde 2013 es investigador emérito.

## Trayectoria
En 1966, obtuvo el título de ingeniero agrónomo, por la Universidad de Buenos Aires; y, el doctorado en Ciencias Biológicas, por la Universidad Macquarie de Australia en 1976. 
A su regreso a la Argentina, comenzó a trabajar en la cátedra de Fisiología Vegetal, de la Facultad de Agronomía de la Universidad de Buenos Aires, donde desde 2008 es profesor emérito.
También ingresó a la carrera de investigador del CONICET, llegando hasta la categoría de Investigador Principal. Sus esfuerzos profesionales estuvieron enfocados en dilucidar la ecofisiología del cultivo de girasol y la tolerancia de este cultivo a factores abióticos adversos, como el estrés causado por deficiencias hídricas.
Fue director del Instituto de Investigaciones Fisiológicas y Ecológicas Vinculadas a la Agricultura (IFEVA), dependiente de la Universidad de Buenos Aires y del CONICET. Fue miembro de la Academia Nacional de Agronomía y Veterinaria.
Ha formado a un gran número de investigadores, muchos de los cuales se han convertido en líderes de grupos de investigación y desarrollo en distintas instituciones públicas y privadas, alcanzando posiciones de gran relevancia.

## Honores

### Membresías
- Sociedad Argentina de Botánica.
- Editorial Advisory Board, Field Crops Res. (Elsevier Science BV, Países Bajos).
- Académico de número, Academia Nacional de Agronomía y Veterinaria, 2004.[1]

### Reconocimientos
- 2021: Reconocimiento como "Personalidad destacada de la Universidad de Buenos Aires",[5] durante los festejos por el Bicentenario de dicha universidad,[6] recibiendo también una medalla personalizada, una moneda acuñada por la Casa de la Moneda y un sello postal del Correo Argentino (especialmente elaborados para la ocasión).[7]
- 2013: Premio Bunge & Born en Agronomía.[8]
- Junio de 2008: galardonado por la Asociación Internacional de Girasol (International Sunflower Association) con el Premio Pustovoit.[9]
- 2005: Premio a la Trayectoria en Investigación (Asociación Argentina de Girasol).[3]
- 1993: Premio Konex de Platino: Agronomía.[10]
- 1979: Premio Lorenzo R. Parodi, por la Sociedad Argentina de Botánica (SAB).[11][10]

## Obra

### Algunas publicaciones[12]
- Grassini P; Hall AJ; Mercau JL. (2009). Benchmarking sunflower water productivity in semiarid environments. Field Crops Res. 110:251-262

- Hall AJ; Sadras VO. (2009). Whither crop physiology? In: Sadras VO, Calderini DF (eds) Applied Crop Ecophysiology:at the Boundaries with Genetic Improvement and Agronomy. Elsevier, Ámsterdam, pp 545-570

- Rondanini DP; Mantese AI; Savin R; Hall AJ. (2009). Water content dynamics of achene, pericap and embryo in sunflower: association with achene potential size and dry-down. European Journal of Agronomy 30:53-62

- Fonts C; Andrade FH; Grondona M; Hall AJ; León AJ. (2008). Phenological characterization of near-isogenic sunflower families bearing two QTLs for photoperiodic response. Crop Science 48:1579-1585

- Grassini P; Indaco GV; López Pereira M; Hall AJ; Trápani N. (2007). Responses to short-term waterlogging during grain filling in sunflower. Field Crops Res. 101:352-363

- Rondanini D; Savin R; Hall AJ. (2007). Estimation of physiological maturity in sunflower as a function of fruit water concentration. European Journal of Agronomy 26:295-309

- Chimenti CA; Marcantonio M; Hall AJ. (2006). Divergent selection for osmotic adjustment results in improved drought tolerance in maize (Zea mays L.) in both early growth and flowering phases. Field Crops Res. 95:305-315.

- Mantese AI; Medan D; Hall AJ. (2006). Achene structure; development and lipid accumulation in sunflower cultivars differing in oil content at maturity. Annals of Botany 97:999-1010

- Rondanini D; Mantese A; Savin R; Hall AJ. (2006). Responses of sunflower yield and grain quality to alternating day/night high temperature regimes during grain filling: effects of timing; duration and intensity of exposure to stress. Field Crops Res. 96:48-62.

- Hall AJ, de la Vega AJ. (2006). Sunflower - cultivation and seed production. In: Black M, Bewley JD, Halmer P (eds) Encyclopedia of seeds: Science, technology and uses. CAB International, Wallingford

- Cantagallo, J.E., Medan,D., and Hall, A.J. (2004). Grain number in sunflower as affected by shading during floret growth, anthesis and grain setting. Field Crops Res. 85:191-202

- Trápani, N., López Pereira, M., Sadras, V.O., Hall, A.J. (2003). Girasol: influencia del ambiente físico, el genotipo y el manejo en la generación del rendimiento y la calidad. En: Producción de cultivos de granos. Bases funcionales para su manejo. E.H. Satorre, R.L. Benech Arnold, G.A. Slafer, E.B. de la Fuente, D.J. Miralles, M.E. Otegui, R. Savin (Eds). Editorial Facultad de Agronomía UBA. Pp. 205-241

- Rondanini, D., Savin, R., Hall, A.J. (2003). Dynamics of fruit growth and oil quality of sunflower (Helianthus annuus L.) exposed to brief intervals of high temperature during grain filling. Field Crop Res. 83: 79-90